# VfL Altenbögge
VfL Altenbögge was een Duitse voetbalclub uit Altenbögge, een stadsdeel van Bönen, Noordrijn-Westfalen.

## Geschiedenis
De club werd opgericht in 1928. In 1937 promoveerde de club naar de Bezirksklasse, toen de tweede klasse. In 1940 maakte de club kans op promotie naar de Gauliga Westfalen, maar moest deze in de eindronde aan Deutscher SC Hagen laten door een slechter doelsaldo. Het volgende seizoen stootte de club na een 7:0 overwinning op Borussia Rheine, in de eindronde, wel door naar de Gauliga. In het eerste seizoen werd de club gedeeld vierde. Het volgende jaar werd de club, zij het met ruime achterstand, vicekampioen achter FC Schalke 04. Ook in 1943/44 werd de club vicekampioen.
In juli 1945 fuseerde de club met SV Bönen tot Rot-Weiß Bönen, echter werd deze in februari 1946 weer ongedaan gemaakt, wat overbleef van Rot-Weiß ging verder als Sportgemeinde Grün-Weiß Bönen. Tussen 1947 en 1962 speelde Altenbögge in de Amateurliga Westfalen, de derde klasse.
In 1984 fuseerde de club met SG Grün-Weiß Bönen en Eintracht 1980 Bönen tot SpVg 1984 Bönen.